# Arenales de San Gregorio
Arenales de San Gregorio település Spanyolországban, Ciudad Real tartományban. Arenales de San Gregorio Tomelloso és Campo de Criptana községekkel határos. Lakosainak száma 617 fő (2024).

## Népesség
A település népessége az elmúlt években az alábbi módon változott:
| Lakosok száma | 637  | 686  | 713  | 720  | 718  | 673  | 647  | 589  | 572  | 617  |
|               | 2001 | 2004 | 2006 | 2009 | 2011 | 2014 | 2016 | 2019 | 2021 | 2024 |